# Премия Макса Дельбрюка
Премия Макса Дельбрюка (англ. Max Delbruck Prize; Biological physics prize) — американская премия за выдающиеся исследования в области биологической физики, которую вручает Американское физическое общество.

## История
Премия учреждена в 1981 году и до 2006 года была известна как Премия по биологической физике (Biological physics prize). Названа в честь американского биофизика и Нобелевского лауреата Макса Дельбрюка. Премию в размере $10,000 вручает Американское физическое общество. Премия вручается учёным разных стран один раз в год.

## Лауреаты
| Год  | Лауреат                           | Обоснование награды |
| ---- | --------------------------------- | --- |
| 1982 | Джордж Фехер Roderick K. Clayton  | Оригинальный текст (англ.)«For his many contributions to the understanding of the physics of photosynthesis; specifically, for his role in the pioneering of the concept of reaction enters in photosynthetic bacteria, their isolation, their spectroscopy and their structural characterization» |
| 1983 | Пол Лотербур                      | «За концепцию использования контролируемых градиентов поля с ЯМР для получения внутренних изображений физических объектов»Оригинальный текст (англ.)«For the concept of using controlled field gradients with NMR to obtain internal images within physical objects» |
| 1984 | Эдвард Миллс Парселл Howard Berg  | «Для выяснения сложных биологических явлений, в частности хемотаксиса и передвижения бактерий, с помощью простых, но проницательных физических теорий и блестящих экспериментов» Оригинальный текст (англ.)«For the elucidation of complex biological phenomena, in particular chemotaxis and bacterial locomotion, through simple but penetrating physical theories and brilliant experiments» |
| 1985 | Джон Хопфилд                      | «За его творческий и предсказательный подход к теоретической физике, открывающий новые области биологии» Оригинальный текст (англ.)«For his imaginative and predictive approach to theoretical physics, which is opening up new areas of biology» |
| 1986 | Хартмут Михель Иоганн Дайзенхофер | «За их новаторское определение структуры полного мембраносвязанного фотосинтетического бактериального реакционного центра Rhodopseudomonas viridis. Их поразительное открытие того, что функциональная сборка мембранных белков может быть кристаллизована, даёт начало совершенно новой области структурной биофизики»Оригинальный текст (англ.)«For their pioneering structural determination at atomic resolution of the complete membranebound photosynthetic bacterial reaction center of Rhodopseudomonas viridis. Their astounding discovery that functional assemblage of membrane proteins can be crystallized opens up an entire new area of structural biophysics»        |
| 1987 | Britton Chance                    | «За новаторское применение физических инструментов для понимания биологических явлений. Ранние приложения варьировались от новой спектрометрии, которая объясняла процессы переноса электронов в живых системах, до аналоговых вычислений нелинейных процессов. А также за последующие вклады, которые были на переднем крае» Оригинальный текст (англ.)«For pioneering application of physical tools to the understanding of Biological phenomena. The early applications ranged from novel spectrometry that elucidated electron transfer processes in living systems to analog computation of nonlinear processes. Later contributions have been equally at the forefront»        |
| 1991 | Уотт Уэбб                         | «За основополагающую работу по биофизике клеточных мембран и подвижности клеток, за самоотверженное обучение будущих поколений критически настроенных биофизиков и за его многолетний вклад в биофизическое сообщество» Оригинальный текст (англ.)«For his seminal work on the biophysics of cell membranes and cell motility, for his dedicated training of future generations of critical biophysicists, and for his longstanding contributions tot he biophysics community» |
| 1992 | Hans Frauenfelder                 | «За новаторские исследования кинетики взаимодействия малых молекул с белками и структурной динамики белков»Оригинальный текст (англ.)«For pioneering studies of the kinetics of the interaction of small molecules with proteins and of protein structural dynamics» |
| 1994 | Robert Pearlstein Robert Knox     | «За новаторский вклад в применение теоретической физики к пониманию первых шагов преобразования электромагнитной энергии в химическую энергию в фотосинтезе; в частности, для выяснения образования и движения экситонов фотосинтеза» Оригинальный текст (англ.)«For pioneering contributions in the application of theoretical physics to understanding the first steps of conversion of electromagnetic energy into chemical energy in photosynthesis; in particular, for elucidating the creation and motion of photosynthesis excitons» |
| 1996 | Сэйдзи Огава                      | «За его большой плодотворный вклад в понимание биологических систем, начиная от белков до интактных органов с помощью ядерного магнитного резонанса, что привело к разработке и применению функциональной магнитно-резонансной томографии с помощью контраста, зависящего от уровня оксигенации крови (англ.BOLD -Blood-oxygen-level-dependent imaging)»Оригинальный текст (англ.)«For his many seminal contributions to the understanding of biological systems ranging from proteins to intact organs by nuclear magnetic resonance, culminating in the development and application of functional magnetic resonance imaging by blood oxygenation level dependent (BOLD) contrast» |
| 1998 | Rangaswamy Srinivasan             | «За развитие понимания воздействия интенсивного ультрафиолетового света на биологические материалы, ведущего к способности точно и безопасно «фототравить» поверхности тканей, а также за его роль в разработке приложений в медицине в области ангиопластики, офтальмологии и дерматологии» Оригинальный текст (англ.)«For the development of an understanding of the effects of intense ultraviolet light on biological materials, leading to an ability to 'photoetch' tissue surfaces precisely and safely, and for his role in developing applications to medicine in angioplasty, ophthalmology, and dermatology»                                                              |
| 2000 | Paul K. Hansma                    | «За новаторский вклад в развитие биологической сканирующей зондовой микроскопии и получение изображений с молекулярным разрешением биологических молекул в водных растворах» Оригинальный текст (англ.)«For pioneering contributions to the development of biological scanning probe microscopy and for the molecular resolution imaging of biological molecules in aqueous solutions» |
| 2002 | Carlos Bustamante                 | «За новаторскую работу в области биофизики одиночных молекул и разъяснение фундаментальных физических принципов, лежащих в основе механических свойств и сил, участвующих в репликации и транскрипции ДНК» Оригинальный текст (англ.)«For his pioneering work in single molecule biophysics and the elucidation of the fundamental physics principles underlying the mechanical properties and forces involved in DNA replication and transcription» |
| 2004 | Peter Guy Wolynes                 | «За его концептуальные открытия в динамике и сворачивании белков, а также за его критическое понимание того, как белки работают на самом фундаментальном уровне» Оригинальный текст (англ.)«For his conceptual breakthroughs in protein dynamics and protein folding, and his critical insights toward the understanding of how proteins work at the most fundamental level» |
| 2006 | Alfred G. Redfield                | «За плодотворный вклад в теорию и техническое развитие спектроскопии ядерного магнитного резонанса, а также за новаторское применение этого метода в исследовании биологических молекул»Оригинальный текст (англ.)«For his seminal contributions to the theory and technical development of nuclear magnetic resonance spectroscopy, and for pioneering applications of this technique to the study of biological molecules» |
| 2008 | Steven Block                      | «За его оригинальность в прямом измерении сил и движений в отдельных биомолекулярных комплексах, претерпевающих реакции гидролиза нуклеозидтрифосфата, которые управляют внутриклеточным транспортом, подвижностью клеток и репликацией ДНК и РНК»Оригинальный текст (англ.)«For his originality in the direct measurement of forces and motions in single biomolecular complexes undergoing the nucleoside triphosphate hydrolysis reactions that drive intracellular transport, cell motility, and DNA and RNA replication» |
| 2010 | Сяовэй Чжуан                      | «За плодотворный вклад в область оптической микроскопии сверхвысокого разрешения, которая уже вносит большой вклад в биологическую физику клетки» Оригинальный текст (англ.)«For seminal contributions to the field of super resolution optical microscopy which is already making major contributions to the biological physics of the cell» |
| 2010 | Эрик Бетциг                       | Отказался принять награду |
| 2012 | William A. Eaton                  | «В знак признания его вклада в понимание фолдинга, динамики и функции белков. Новаторские эксперименты этого учёного позволили детально охарактеризовать энергетический ландшафт белков» Оригинальный текст (англ.)«In recognition of his contributions to the understanding of protein folding, dynamics, and function. Eaton's innovative experiments provided a detailed characterization of the energy landscape of proteins» |
| 2014 | Robert Hamilton Austin            | «За его обширный вклад в биологическую физику, охватывающий все масштабы, от молекулярных до организменных популяций. Его ранние идеи о том, как можно использовать нанотехнологии и микротехнологию, открыли как новую физику, так и произвели революцию в лабораторной практике биологии »Оригинальный текст (англ.)«For his wide-ranging contributions to biological physics encompassing all scales from the molecular to that of organismic populations. His early insights on how nanotechnology and microfabrication can be employed have uncovered both new physics and revolutionized the laboratory practice of biology»                                                   |
| 2015 | Stanislas Leibler                 | «За создание исследования принципов проектирования генетических сетей в качестве основы для области системной биологии, а также за новаторскую работу по устойчивости биологических систем» Оригинальный текст (англ.)«For establishing the study of genetic network design principles as a foundation for the field of systems biology, and for pioneering work on the robustness of biological systems» |
| 2016 | Стивен Квак                       | «За изобретение крупномасштабной микрофлюидной интеграции и её использование для получения нового понимания кристаллографии белков, связывания факторов транскрипции и микробной экологии, а также за основополагающие открытия в анализе генома одной клетки и одной молекулы» Оригинальный текст (англ.)«For invention of large-scale microfluidic integration and its use to gain new insights into protein crystallography, transcription factor binding, and microbial ecology, and for seminal discoveries in single cell and single molecule genome analysis» |
| 2017 | Алан Перельсон                    | «За большой вклад в теоретическую иммунологию, несущий понимание и спасающий жизни»Оригинальный текст (англ.)«For profound contributions to theoretical immunology, which bring insight and save lives» |
| 2018 | William Bialek                    | «За применение общих теоретических принципов физики и теории информации, в целях понимания и предсказания того, как биологические системы функционируют в различных масштабах, от молекул и клеток до мозга и коллективов животных» Оригинальный текст (англ.)«For the application of general theoretical principles of physics and information theory to help understand and predict how biological systems function across a variety of scales, from molecules and cells, to brains and animal collectives» |
| 2019 | Jose Nelson Onuchic, Ken A. Dill  | «За независимый вклад в новый взгляд на фолдинг белков, от введения и исследования простых моделей до детального сопоставления теории и эксперимента» Оригинальный текст (англ.)«For independent contributions to a new view of protein folding, from the introduction and exploration of simple models, to detailed confrontations between theory and experiment.» |
| 2020 | Джеймс Коллинз                    | «За новаторский вклад на стыке физики и биологии, в частности за создание области синтетической биологии и приложений статистической физики и нелинейной динамики в биологии и медицине» Оригинальный текст (англ.)«For pioneering contributions at the interface of physics and biology, in particular the establishment of the field of synthetic biology and applications of statistical physics and nonlinear dynamics in biology and medicine.» |
| 2021 | Irene Giardina, Andrea Cavagna    | «За удачное сочетание наблюдений, анализа и теории, позволяющее прояснить прекрасные проблемы статистической физики, лежащие в основе коллективного поведения естественных стай и роев.» Оригинальный текст (англ.)«For the incisive combination of observation, analysis, and theory to elucidate the beautiful statistical physics problems underlying collective behavior in natural flocks and swarms.» |
| 2022 | Terence Tai-Li Hwa                | «За разработку количественных исследований, выявляющих фундаментальные ограничения в физиологии бактерий, и за формулирование простых феноменологических теорий, которые количественно предсказывают реакцию бактерий на генетические изменения и изменения окружающей среды.» Оригинальный текст (англ.)«For developing quantitative studies that reveal fundamental constraints on bacterial physiology, and for formulating simple phenomenological theories that quantitatively predict bacterial responses to genetic and environmental changes.» |
| 2023 | Arup Chakraborty                  | «За ведущую роль в создании области компьютерной иммунологии, направленной на применение подходов физических наук и инженерии для раскрытия механистических основ адаптивного иммунного ответа на патогены и использования этого понимания для разработки вакцин и терапии.» Оригинальный текст (англ.)«For the leading role in initiating the field of computational immunology, aimed at applying approaches from physical sciences and engineering to unravel the mechanistic underpinnings of the adaptive immune response to pathogens, and to harness this understanding to help design vaccines and therapy.»                                                                 |
| 2024 | Eric D. Siggia                    | «За мощные теоретические подходы к физике жизни и четкие связи между теорией и экспериментом, от механики ДНК до динамики генетических сетей, от шума в экспрессии генов до формирования паттернов в эмбрионах и популяциях стволовых клеток.» Оригинальный текст (англ.)«For powerful theoretical approaches to the physics of life and incisive connections between theory and experiment, from the mechanics of DNA to the dynamics of genetic networks, and from noise in gene expression to pattern formation in embryos and populations of stem cells.» |